# Ciclo de trabajo

El ciclo útil D es definido como la relación entre la duración del pulso τ (ancho de pulso) y el período (T) de una forma de onda rectangular.

En electrónica, el ciclo de trabajo, ciclo útil o régimen de trabajo  es la relación que existe entre el tiempo en que la señal se encuentra en estado activo y el período de la misma. Su valor se encuentra comprendido entre 0 y 1, o entre 0% y 100% si se expresa como porcentaje, y viene dado por la siguiente expresión:
{\displaystyle D={\frac {\tau }{\mathrm {T} }}\,}
donde
D es el ciclo de trabajo
{\displaystyle \tau } es la duración donde la función está en nivel «alto» (normalmente cuando la función es mayor que cero), también llamada «ancho de pulso»;
{\displaystyle \mathrm {T} } es el período de la función.
Por lo tanto, un ciclo de trabajo de 0,6 o 60% indica que la señal está en nivel «alto» durante 60% de su período, pero en nivel «bajo» durante 40% de este.
El ciclo de trabajo es una característica de la modulación por ancho de pulso (PWM), que se usa en una variedad de situaciones electrónicas, como la entrega de potencia y la regulación de voltaje.
Un término relacionado con el ciclo de trabajo de una señal periódica es la relación marca-espacio (la razón entre la duración del nivel «alto» [marca] y la duración del nivel «bajo» [espacio]).